# Federativna ljudska republika Jugoslavija
Federativna ljudska republika Jugoslavija (FLRJ) je bil naziv za drugo Jugoslavijo med 29. novembrom 1945 in 7. aprilom 1963.

## Zgodovina
FLRJ je bila 29. novembra 1945 na ustavodajni skupščini preimenovana iz dotedanje Demokratične federativne Jugoslavije. Ustavodajna skupščina se je preimenovala v Ljudsko Skupščino FLRJ, njen prezidij pa v Prezidij Ljudske skupščine, ki je bil po vzoru sovjetske ustave nekakšen "kolektivni šef države" in mu je predsedoval Ivan Ribar (že prej predsednik AVNOJ-a) ter 6 podpredsednikov, iz vsake od republik po eden (iz Slovenije Josip Rus). Zvezna ljudska skupščina je bila dvodomna: imela je Zvezni zbor in Zbor narodov, ki mu je predsedoval Slovenec Josip Vidmar. Z ustavnim zakonom 1953 je bila njena struktura spremenjena, prav tako pa je bil ukinjen Prezidij in namesto njega uvedena funkcija Predsednika republike, ki jo je zasedel dejanski državni voditelj, Josip Broz - Tito (dotedanji predsednik vlade, ki je predsedoval tudi novoustanovljenemu Zveznemu izvršnemu svetu).  
S sprejetjem nove ustave je bila 7. aprila 1963 država preimenovana v Socialistično federativno republiko Jugoslavijo (SFRJ).

### Vlada FLRJ
je bila tako imenovana dotedanja Vlada DFJ po razglasitvi FLRJ 29. 11. 1945, formalno pa jo je potrdila ustava FLRJ 31. januarja 1946. Imenovala in razreševala jo je Ljudska skupščina FLRJ, sestavljali pa so jo predsednik (ves čas J. Broz - Tito), 2 podpredsednika (Edvard Kardelj, Jaša Prodanović) in 19 ministrov. Doživela je številne reorganizacije in personalne spremembe, zlasti po uzakonitvi delavskega samoupravljanja (1950). Za nekatera področja dela so skrbela ministrstva, za druga so ustanavljali komiteje, svete (od 1951 jih je bilo 8, ministrstev 6) in direkcije. 

Z ustavnim zakonom o temeljih družbene in politične ureditve FLRJ 13. januarja 1953 je bila vlada odpravljena. Kot izvršilni organ Skupščine FLRJ jo je zamenjal Zvezni izvršni svet, namesto ministrstev pa so bili ustanovljeni državni sekretariati in sekretariati IS.